# Michael Oakeshott
Michael Joseph Oakeshott FBA (Chelsfield, 11 de dezembro de 1901 — Acton, 19 de dezembro de 1990) foi um filósofo e um teórico político inglês que escreveu sobre a filosofia da história, filosofia da religião, estética, filosofia da educação e filosofia do direito.

## Biografia

### Juventude
Durante os anos 20, Oakeshott frequentou a Gonville and Caius College, de Cambridge para estudar história, onde obteve mestrado e subsequentemente pós-doutorado. Enquanto estudou em Cambridge, ele passou a admirar o filósofo Herbert Butterfield e o historiador medieval Zachary Nugent Brooke. Oakeshott repudiava o extremismo político ocorrido na Europa durante os anos 30, e suas escritas deste período revelam críticas ao nazismo e ao marxismo.

### Segunda Guerra Mundial
Apesar do seu ensaio “The Claim of Politics” de 1939 defender o direito do cidadão britânico não lutar na guerra caso desejasse, em 1941 Oakeshott se juntou ao Exército Britânico onde tentou fazer parte do serviço de espionagem Executiva de Operações Especiais, mas foi rejeitado por se parecer “inequivocamente com um inglês”. Ele fez parte da unidade de inteligência Phantom, que tinha conexões com o Serviço Aéreo Especial, muito embora não tenha participado da linha de frente das batalhas.

### Pós-Guerra
Durante 1945, Oakeshott voltou à Cambridge por dois anos. Em 1947 ele trocou de universidade, e passou a lecionar em Oxford. Após um ano, foi indicado para a vaga de Professor de Ciência Política na Escola de Economia e Ciência Política de Londres, sucedendo Harold Laski. Oakeshott se aposentou da Escola de Economia em 1969. Ainda na época o professor recusou uma indicação a Ordem dos Companheiros de Honra feita pela primeira-ministra Margaret Thatcher.

## Filosofia
Declaradamente conservador, Oakeshott determina sobre o tema;
"Ser conservador é preferir o familiar ao desconhecido, preferir o tentado ao não tentado, o fato ao mistério, o real ao possível, o limitado ao ilimitado, o próximo ao distante, o suficiente ao superabundante, o conveniente ao perfeito, a felicidade presente à utópica."
Em 1962, Oakeshott publicou o que seria seu melhor trabalho, uma coleção intitulada de Rationalism in Politics and Other Essays. Na época, a Grã-Bretanha estava pendendo para algumas posições polêmicas depois da Segunda Guerra Mundial - como a aceitação do socialismo. Oakeshott procurou demonstrar estruturalmente a importância da tradição, e seu ceticismo sobre o racionalismo e ideologias fixas. Bernard Crick o descreveu como um "niilista solitário".
O filósofo se opunha ao que considerava uma utopia política de projetos, que resumiu com o termo (possivelmente emprestado do Marquês de Halifax, um ator do século XVII do qual Oakeshott era fã) "Um navio que parte para do nada para nenhum destino com nenhuma direção apontada, que pode boiar ou mesmo afundar".

### Política de perfeição
Oakeshott notabilizou-se como crítico do racionalismo político e do que chamava de ilusão racionalista. Mas a preocupação de Oakeshott não foi apenas a de refutar o racionalismo. Seu objetivo era descobrir as circunstâncias em que ele surgiu na política e o efeito que teve nesse domínio.
No seu pensamento, o racionalista crê que a sua razão compreende sempre melhor o que é melhor para todos. Diz-se crítico da fé, apesar de ser o mais ardente advogado da fé na política.
O racionalista não reconhece "o melhor de acordo com as circunstâncias"; ele só admite “o melhor". Para cada dificuldade, o racionalismo só pode encontrar uma única resposta: a racional. As conjunturas do mundo moderno transformam o racionalista um sujeito eminentemente incerto: "Ele é inimigo da autoridade, do tradicional, do costumeiro ou do habitual."
O racionalismo gerou inúmeras doutrinas prometendo abolir os privilégios, acabar com as guerras, alcançar a justiça social e instituir a fraternidade universal. Em qualquer destes domínios a ação convenientemente se reduz a uma mera solução de problemas, sem considerar o hábito ou as tradições.  O melhor sistema educativo, por exemplo, não poderá variar de acordo com as circunstâncias regionais, ou com distintas ambições de diferentes alunos. O melhor sistema educativo é só aquele que será determinado pelos racionalistas.
Oakeshott considera que as ações concretizadas tornam-se distintas das pretendidas porque elas pertencem a outro contexto de atividade. Ele nomeia ironicamente esse pressuposto de política de perfeição.

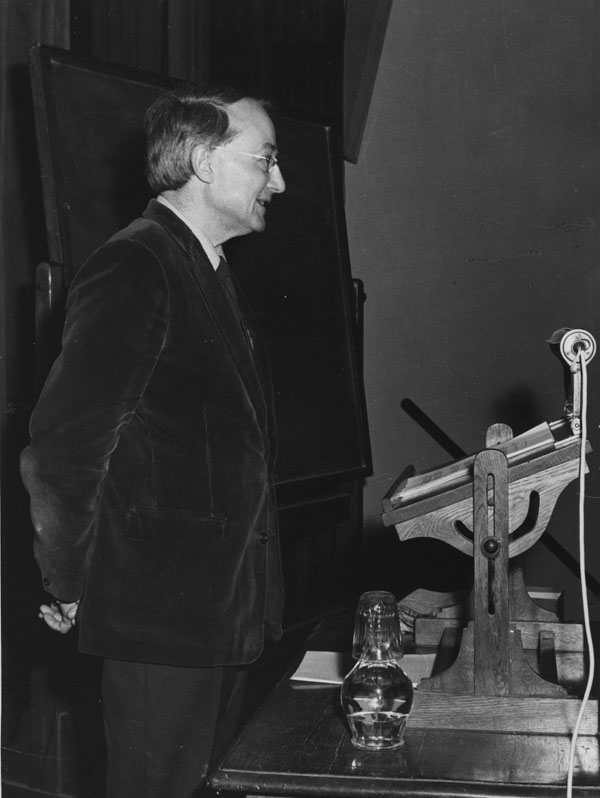
Professor Oakeshott em 1964

### Educação Liberal
Oakeshott cria que o compromisso educativo é uma das atividades humanas mais importantes, porque é por meio da educação que o ser humano se torna aquilo que é. A educação é uma iniciação de neófitos na longa e tradicional história da aprendizagem à vida adulta. Ninguém nasce humano, pois a humanidade não é um valor que se atualiza como resultado de um processo de crescimento. Assim sendo, a educação assume um papel essencial neste processo. Se a humanidade do homem fosse o resultado da atualização de um valor inato, o compromisso educativo seria dispensável.
Sua obra The Voice of Liberal Learning indica que "Não há tal coisa designada de 'natureza humana'. Os seres humanos são seres sociáveis e estão indissoluvelmente unidos uns aos outros, em virtude da sua participação comum num mundo feito de significados. Ao contrário dos outros organismos vivos, os seres humanos têm o livre-arbítrio e consciência do mundo em que está inserido. Assim sendo, o ser humano habita um mundo composto por significados e crenças, mas acima de tudo é um aprendiz, pois os significados têm que ser aprendidos". E é por meio do aprendizado que ele estabelece a consciência do mundo. Um ponto crucial do pensamento Oakeshottiano é a premissa da “educação liberal” que está descolada dos negócios que buscam a satisfação nas demandas. A vida não se resume a “obter e gastar”, pois não estamos presos intelectualmente ao presente.
Segundo o filósofo, há várias ameaças a este tipo de educação liberal. Uma delas é a “socialização do aprendizado”. Trata-se de uma doutrina pois, o tempo presente está cada vez mais padronizado do que já foi, e a doutrina defende que o sistema de ensino deve propagar essa padronização. Para Oakeshott, esta é a mais ardilosa de todas as corrupções, pois corrompe o núcleo do aprendizado liberal.

### Conservadorismo
Assim como Edmund Burke, Russell Kirk e Samuel Huntington, M. Oakeshott parte do pressuposto de que o conservadorismo não é uma ideologia no acervo de concepções de mundo, uma vez que não é propriamente inventado racional e sistematicamente. Trata-se de uma “disposição”, uma “propensão” ou mesmo um sentimento de “familiaridade” a valores e instituições.
Para o filósofo, não há um projeto de sociedade ideal que deveria ser sobreposto à realidade existente; ao contrário: parte-se desta sociedade e da acumulação de instituições que ao longo da história demonstraram na prática trazer resultados positivos. Segundo Oakeshott, a inclinação conservadora advém do sentimento de quem tem algo a perder, que se aprendeu a valorizar.

## Morte
O filósofo morreu em Acton, no Condado de Dorset, na Inglaterra, na madrugada do dia 19 de dezembro de 1990, de causas naturais.
Pouco antes de morrer, lançou duas coleções de seus trabalhos The Voice of Liberal Learning (1989), uma coleção sobre seus pensamentos a respeito da educação, e uma versão revisada de seu clássico Rationalism in Politics itself (1991). Após sua morte surge no cenário acadêmico uma série de importantes trabalhos buscando resgatar o pensamento de Michael Oakeshott, com um número cada vez mais crescente de livros, monografias e teses dedicados aos seus pensamentos.

### Póstumos
- 1991. Rationalism in Politics and Other Essays. Indianapolis: Liberty Press
- 1993. Morality and Politics in Modern Europe. New Haven: Yale University Press
- 1993. Religion, Politics, and the Moral Life. New Haven: Yale University Press
- 1996. The Politics of Faith and the Politics of Skepticism. New Haven: Yale University Press
- 2000. Zuversicht und Skepsis: Zwei Prinzipien neuzeitlicher Politik. (trans. C. Goldmann). Berlin: Fest
- 2004. What Is History? And Other Essays. Thorverton: Imprint Academic
- 2006. Lectures in the History of Political Thought. Thorverton: Imprint Academic
- 2007. The Concept of a Philosophical Jurisprudence: Essays and Reviews 1926–51. Thorverton: Imprint Academic
- 2008. The Vocabulary of a Modern European State: Essays and Reviews 1952–88. Thorverton: Imprint Academic
- 2010. Early Political Writings 1925–30. Thorverton: Imprint Academic